# Harriet Walter

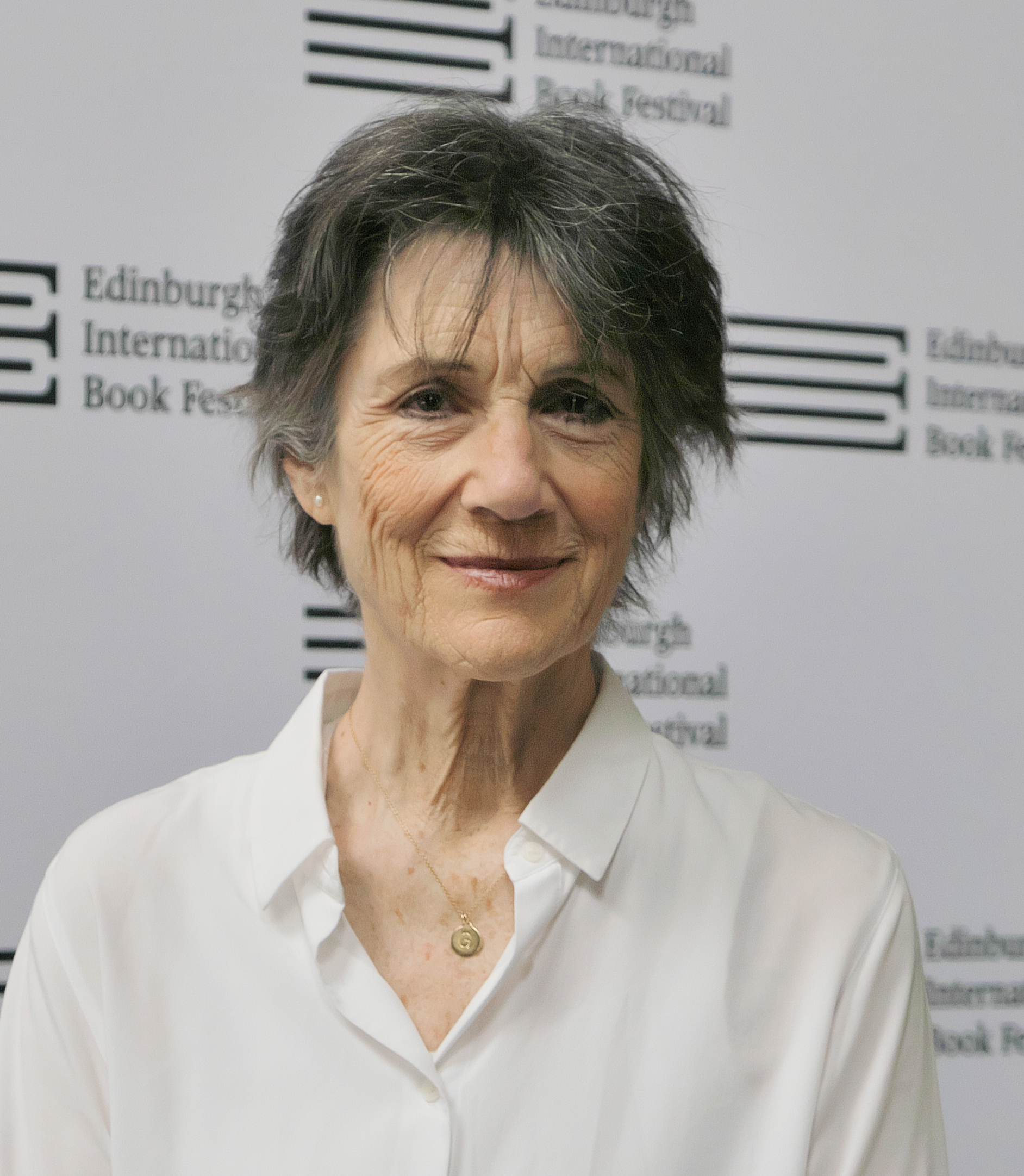
Harriet Walter (2025)

Dame Harriet Mary Walter DBE (* 24. September 1950 in London) ist eine britische Schauspielerin.

## Biografie
Harriet Walter wurde 1950 in London als Tochter von Xandra Lee, der älteren Schwester des britischen Schauspielers Christopher Lee geboren. Väterlicherseits ist sie eine direkte Nachfahrin von John Walter, dem Gründer der Tageszeitung The Times. Sie wurde an der Cranbourne Chase School erzogen. Nach ihrem Schauspielunterricht an der London Academy of Music and Dramatic Art erwarb sie Erfahrung an diversen Theaterhäusern wie dem Duke’s Playhouse in Lancaster. Sie arbeitete während ihrer Karriere immer wieder mit der Royal Shakespeare Company zusammen. Zu Silvester 1999 wurde sie von Königin Elisabeth II. zum Commander of the British Empire, Silvester 2010 zum Dame Commander of the British Empire ernannt. Im Herbst 2007 war sie Wertungsrichterin in einem Wettbewerb für freie Rede am Eton College. Ihr Lebensgefährte war bis zu seinem Tod 2004 der Schauspieler Peter Blythe. Seit dem 21. Mai 2011 ist Harriet Walter mit dem amerikanischen Schauspieler Guy Schuessler verheiratet.

## Bühnenrollen (Auswahl)
- 1981: Royal Shakespeare Company, Helena in „Ende gut, alles gut“
- 1987: Royal Shakespeare Company, Imogen in „Cymbeline“
- 1987: Royal Shakespeare Company, Herzogin in John Webster’s „Die Herzogin von Malfi“
- 1993: Royal National Theatre, Lady Croom in „Arkadien“ von Tom Stoppard
- 1996: Almeida Theatre, Anna in „Ivanov“ von Anton Tschechow
- 2002: Royal National Theatre, Paige in „Dinner“ von Moira Buffini
- 2005: Donmar Warehouse und West End, Elisabeth in „Maria Stuart“ von Friedrich Schiller
- 2010: National Theatre (Olivier-Theatre), Livia in „Women Beware Women“ von Thomas Middleton
- 2014: Donmar Warehouse, Henry IV. in Henry IV. von William Shakespeare
- 2015: Royal Shakespeare Company und WestEnd, Linda Loman in: Tod eines Handlungsreisenden von Arthur Miller

## Filmografie (Auswahl)
- 1990: Agenten kennen keinen Schlaf (They Never Slept)
- 1990: Eine Komödie im Mai (Milou en mai)
- 1994: A Man You Don’t Meet Every Day
- 1995: Sinn und Sinnlichkeit (Sense and Sensibility)
- 1996: Die Stunde des Verführers (The Leading Man)
- 1997: Keep the Aspidistra Flying
- 1998: The Governess
- 1998: Kreuz und queer (Bedrooms and Hallways)
- 1999: Onegin – Eine Liebe in St. Petersburg (Onegin)
- 2002: Bright Young Things
- 2005: Chromophobia
- 2006: Babel
- 2007: Abbitte (Atonement)
- 2007: Ballet Shoes (Fernsehfilm)
- 2009: Chéri – Eine Komödie der Eitelkeiten (Chéri)
- 2009: Victoria, die junge Königin (Young Victoria)
- 2009: Morris: A Life with Bells On
- 2009: From Time to Time
- 2012: Die Königin und der Leibarzt (En kongelig affære)
- 2012: The Wedding Video
- 2015: Suite française – Melodie der Liebe (Suite française)
- 2015: Es ist kompliziert..! (Man Up)
- 2015: Star Wars: Das Erwachen der Macht (Star Wars: The Force Awakens)
- 2017: Vom Ende einer Geschichte (The Sense of an Ending)
- 2019: Rocketman
- 2020: Herself
- 2021: The Last Duel
- 2022: Burial
- 2022: Weihnachten bei dir oder bei mir? (Your Christmas or Mine?)

## Fernsehrollen (Auswahl)
- 1974: Licking Hitler
- 1979: Rebecca
- 1984: Amy
- 1987: Gaudy Night
- 1991: Bye Bye Columbus
- 1993: Pesthauch des Bösen (The Hour of the Pig)
- 1993: Inspektor Morse, Mordkommission Oxford (Inspector Morse; 1 Folge)
- 1994: Hard Times
- 1997: A Dance to the Music of Time
- 1998: Unfinished Business
- 1999: Dalziel and Pascoe – Time to Go
- 1999: Kampf der Kobolde – Die Legende einer verbotenen Liebe (The Magical Legend of the Leprechauns)
- 2000: Black Cab – Busy Body
- 2001: Waking the Dead – Im Auftrag der Toten (Waking the Dead; 2 Folgen)
- 2003: My Uncle Silas
- 2004: Spooks – Im Visier des MI5 (Spooks – Who Guards the Guards?)
- 2005: Inspector Barnaby (Midsomer Murders) Fernsehserie, Staffel 8, Folge 4: Die Blumen des Bösen (Orchis Fatalis)
- 2005: New Tricks – Die Krimispezialisten (New Tricks; 1 Folge)
- 2005: Messias (Messiah: The Harrowing)
- 2006: Agatha Christie’s Marple (Fernsehserie, 1 Folge)
- 2007: Ballet Shoes
- 2008: The Palace – Episode #1.1
- 2008: Die Katze im Taubenschlag (Cat Among the Pigeons)
- 2009–2014: Law & Order: UK (Fernsehserie, 40 Folgen)
- 2012: Inspector Barnaby: Fernsehserie, Staffel 15, Folge 4: Der Tod geht ins Kino (Death And The Divas)
- 2013–2015: Downton Abbey (4 Folgen)
- 2015: London Spy (Miniserie, 3 Folgen)
- 2016: The Crown (Fernsehserie, 7 Folgen)
- 2018: Patrick Melrose (Fernsehserie, 1 Folge)
- 2018–2023: Succession (Fernsehserie, 5 Folgen)
- 2020: The End (Fernsehserie, 10 Folgen)
- 2020: Belgravia – Zeit des Schicksals (Belgravia, Fernsehserie, 6 Folgen)
- 2020: Killing Eve (Fernsehserie, 7 Folgen)
- 2022: This Is Going to Hurt (Fernsehserie, 7 Folgen)
- seit 2023: Silo (Fernsehserie)
- 2023: Archie – Die Cary Grant Story (Miniserie)
- 2025: Black Mirror (Fernsehserie)